# Lycianthes cundinamarcae
Lycianthes cundinamarcae är en potatisväxtart som beskrevs av Friedrich August Georg Bitter. Lycianthes cundinamarcae ingår i Himmelsögonsläktet som ingår i familjen potatisväxter. Inga underarter finns listade i Catalogue of Life.